# Роза-Марія (фільм)
Роза-Марія (англ. Rose-Marie) — американська драма режисера Люсьєна Хаббарда 1928 року.

## Сюжет
Сержант Мелоун і жінкоподібний Етьєн Дорей — обидва закохані в Розу-Марію, але вона залюблена в солдата удачі Джима Кеньона. Незабаром Джим звинувачується у вбивстві, але уникає покарання. Щоб врятувати його, Роза-Марія погоджується вийти заміж за впливового Етьєна. Між тим, Мелоун знаходить справжнього вбивцю Бастьєна. Мелоун убитий, Бастьєн втікає, а Джим реабілітований.

## У ролях
- Джоан Кроуфорд — Роза-Марія
- Джеймс Мюррей — Джим Кеньон
- Хаус Пітерс — сержант Мелоун
- Крейтон Хейл — Етьєн Дорей
- Гібсон Гоуланд — Блек Бастьєн
- Джордж Купер — Фаззі
- Лайонел Бельмор — Анрі Дюре
- Вілльям Орламонд — Еміль Ла Флемм
- Поллі Моран — леді Джейн
- Гаррі Гріббон — містер Грей
- Гертруда Естор — Ванда